# 맹호림
맹호림(孟虎林, 1945년 5월 20일 ~ )은 대한민국의 배우이다. 1969년에 KBS 8기 탤런트로 선발되었다.

## 출연 작품

### 드라마
- 《장사의 신 - 객주 2015》 (KBS2, 2015년)
- 《바라바라 꿍》 (KBS1, 2011년) - 교장 역
- 《제빵왕 김탁구》 (KBS2, 2010년) - 청산공장장 역
- 《거상 김만덕》 (KBS1, 2010년) - 채제공 역
- 《천추태후》 (KBS2, 2009년) - 박양유 역
- 《쾌도 홍길동》 (KBS2, 2008년) - 최승지 역
- 《순옥이》 (KBS1, 2006년) - 서인호 아버지 역
- 《연개소문》 (SBS, 2006년) - 위징 역
- 《서울 1945》 (KBS1, 2006년) - 덕산광산 감독관 역
- 《부활》 (KBS2, 2005년) - 박 이사 역
- 《어여쁜 당신》 (KBS1, 2005년) -희주의 아버지 역
- 《토지》 (SBS, 2004년) - 임역관 역
- 《불멸의 이순신》 (KBS1, 2004년) - 이경록 역
- 《낭랑 18세》 (KBS2, 2004년) - 안동 권씨 종친 역
- 《천년의 꿈》 (KBS1, 2003년)
- 《분이》 (KBS1, 2003년) - 이재호 역
- 《무인시대》(KBS1, 2003년)
- 《장희빈》 (KBS, 2002년) - 박세체 역
- 《태양인 이제마》 (KBS2, 2002년) - 형방 역
- 《드라마시티 - 나의 가장 사랑스러운 적》 (KBS2, 2002년) - 애순 부 역
- 《명성황후》 (KBS2, 2001년) - 김보현 역
- 《소설 목민심서》 (KBS2, 2000년)
- 《태조 왕건》 (KBS1, 2000년) - 도인 설부 역
- 《가을동화》 (KBS2, 2000년) - 은서의 담당의 역
- 《천둥소리》 (KBS2, 2000년) - 류희분 역
- 《사랑하세요?》 (KBS2, 1999년) - 의사 역
- 《왕과 비》 (KBS1, 1998년) - 이사철 역
- 《용의 눈물》 (KBS1, 1996년) - 조견 역
- 《남자대탐험》 (SBS, 1996년) - 유맹희의 아버지 역
- 《컬러 - 보라》 (KBS2, 1996년)
- 《목욕탕집 남자들》 (KBS2, 1995년)
- 《찬란한 여명》 (KBS1, 1995년) - 한계원 역
- 《코리아게이트》 (SBS, 1995년) - 정상문 역
- 《장희빈》 (SBS, 1995년) - 김수항 역
- 《찬란한 여명》 (KBS1, 1995년) - 한계원 역
- 《제4공화국》 (MBC, 1995년) - 백운택 역
- 《한명회》 (KBS2, 1994년) - 송현수 역
- 《신 손자병법》 (KBS2, 1994년)
- 《먼동》 (KBS1, 1993년)
- 《내일은 사랑》 (KBS2, 1992년) - 오솔미의 아버지 역
- 《형》(KBS2, 1991년 ~ 1992년)
- 《아스팔트 내 고향》 (KBS2, 1991년)
- 《TV 손자병법》 (KBS2, 1991년)
- 《왕도》 (KBS1, 1991년)
- 《여명의 그날》 (KBS1, 1990년) - 안재홍 역
- 《꽃 피고 새 울면》 (KBS2, 1990년)
- 《파천무》 (KBS2, 1990년) - 허후 역
- 《구리반지》 (KBS1, 1990년)
- 《지리산》(KBS1, 1989년)
- 《왕룽일가》 (KBS2, 1989년)
- 《무풍지대》 (KBS2, 1989년) - 한희석  역
- 《지포리에서 생긴 일》 (KBS1, 1989년)
- 《13세의 봄》 (KBS1, 1988년)
- 《토지》 (KBS1, 1987년)
- 《임이여 임일레라》 (KBS2, 1986년)
- 《적도전선》(KBS1, 1985년)
- 《휴전 6.25》 (KBS1, 1984년)
- 《우둥불》 (KBS1, 1982년) - 맹부덕 역
- 《그 여름의 이틀》 (KBS1, 1982년) - 최현배 역
- 《13세 소년》(KBS1, 1982)
- 《풍운》 (KBS1, 1982년) - 김기수,우범선 역
- 《파천무》 (KBS, 1980년) - 정주부 역
- 《대한국인》 (KBS, 1979년) - 조도선 역
- 《전우》 (KBS, 1975년)

### 영화
- 《강력3반》 (2011년) - 형사 계장 역
- 《휘파람 공주》 (2002년) - 북한간부 역